# Шибениця

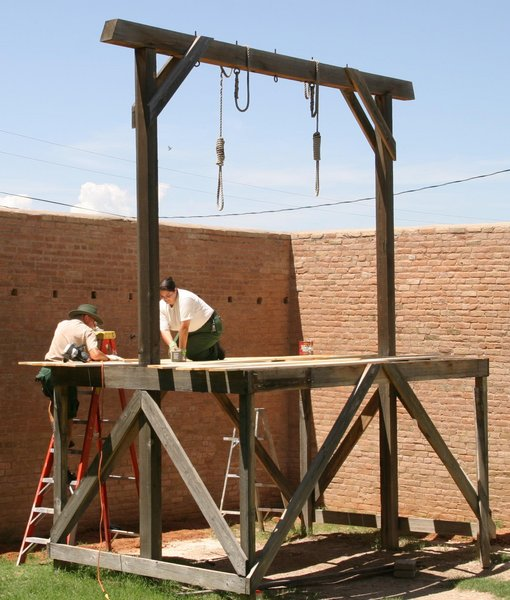
П-подібна шибениця в Tombstone Courthouse State Historic Park в Аризоні

Ши́бениця — прилад (зазвичай, з дерева) для приведення у виконання смертної кари через повішення. Слово «шибениця» за походженням пов'язана з «шибати» (у значенні — «бити», «ударяти») — первісно шибеницями називали місця для катування злочинців. Страчених на шибениці називали «ши́бениками», «шибеняками».
Шибениці могли бути різної конструкції: Г-подібні («глаголь»), Т-подібні, але найчастіше П-подібні.
В Англії трупи повішених передавали для розтину, де з'ясувалося, що повішений гине від перелому шийних хребців практично миттєво, а смерть від асфіксії наступає через кілька хвилин і болісніша. Тому з кінця XVIII століття з «гуманних міркувань» в Англії стали впроваджувати шибениці з методом «довгого падіння» замість існуючих з «коротким падінням».
Дуже рідко шибениця використовувалася як інструмент тортур (наприклад, при підвішуванні вниз головою або задушення не до смерті). Як засіб самосуду шибениця також застовувалася рідко, зазвичай для цього використовувалися стовпи, стовбури дерев тощо.
У деяких країнах Азії та Африки страта через повішення застосовується досі. Наприклад, в Ірані досі практикуються публічні страти через повішення.